# Chris Mavinga
Chris Mavinga (Meaux, Francia, 26 de mayo de 1991) es un futbolista francés. Juega como defensa y se encuentra sin equipo tras abandonar Los Angeles Galaxy.

## Selección nacional
Es internacional absoluto con la selección de fútbol de la República Democrática del Congo. En categorías inferiores representó a Francia.

## Clubes
| Club                        | País           | Año       |
| --------------------------- | -------------- | --------- |
| Liverpool F. C.             | Inglaterra     | 2010-2011 |
| K. R. C. Genk (cedido)      | Bélgica        | 2011      |
| Stade Rennes F. C.          | Francia        | 2011-2013 |
| F. C. Rubin Kazán           | Rusia          | 2013-2017 |
| Stade de Reims (cedido)     | Francia        | 2014-2015 |
| E. S. Troyes A. C. (cedido) | Francia        | 2015-2016 |
| Toronto F. C.               | Canadá         | 2017-2022 |
| Los Angeles Galaxy          | Estados Unidos | 2023-2024 |

## Palmarés

### Títulos nacionales
| Título                          | Club          | País           | Año     |
| ------------------------------- | ------------- | -------------- | ------- |
| Primera División de Bélgica     | K. R. C. Genk | Bélgica        | 2010-11 |
| Campeonato Canadiense de Fútbol | Toronto F. C. | Canadá         | 2017    |
| MLS Cup                         | Toronto F. C. | Estados Unidos | 2017    |
| Campeonato Canadiense de Fútbol | Toronto F. C. | Canadá         | 2018    |
| Campeonato Canadiense de Fútbol | Toronto F. C. | Canadá         | 2020    |